# Fur (Sprache)

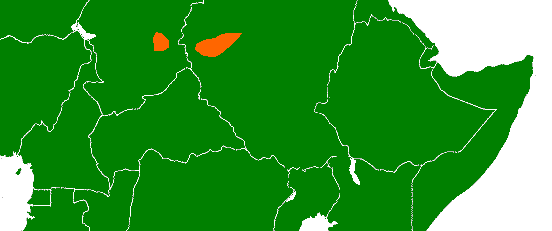
Verbreitungsgebiet der Fur-Sprachen

Fur (Eigenbezeichnung: bèle fòòr oder fòòraŋ bèle, arabisch فوراوي Fūrāwī; auch Konjara nach einem früheren Clan) ist die Sprache des Volkes der Fur in Darfur im westlichen Teil Sudans.
Dort wird es von etwa 500.000 Menschen (Stand von 1983) gesprochen und von weiteren 1.800 Menschen im Tschad.
Zusammen mit den im Tschad gesprochenen Sprachen Amdang [amj] (auch: Biltine) und Mimi [miv] – bei denen es sich möglicherweise um ein und dieselbe Sprache handelt – bildet das Fur den Zweig der Fur-Sprachen inner
halb der nilosaharanischen Sprachfamilie.

## Phonetik
Die konsonantischen Phoneme:
- Bilabial: f b m w
- Dental/Alveolar: t d s n l r
- Palatal: j ñ y
- Velar: k g (h) ŋ

Die Vokale sind: a e i o u.
Interessanterweise ist die Metathese eine extrem häufige und regelmäßige grammatikalische Erscheinung im Fur.